# Byblis (djur)
Byblis är ett släkte av kräftdjur som beskrevs av Boeck 1871. Byblis ingår i familjen Ampeliscidae.